# 宇和島城
宇和島城是日本愛媛縣宇和島市的一座城堡。是日本國家史跡。城池早在10世紀存在，在16世紀未及17世紀初進行大規模的擴建。現時宇和島城是日本12座現存天守的城堡之一。

## 概要
宇和島城是根據中世紀的板島丸串城的遺跡建造的城堡，築城者是藤堂高虎。在海拔74米的丘陵地為本丸，本丸外圍是二丸，城北是藤兵衛丸，西北是代右衛門丸、藤兵衛丸以北是長門丸。叢林的東北是三丸。是一座梯郭式平山城。由於西側有一半以上與海水鄰近，又被稱為海城。
現時看到的天守是伊達氏統治宇和島城的樣貌。現時城堀被埋下。明治時代拆除了大部份建築物，剩下大手門和天守。第二次世界大戰時，大手門被破壞，僅剩下天守，此外石垣亦保存至今。

## 歷史
- 941年（天慶4年）警固使橘遠保趁藤原純友之亂期間在該地建造一座砦。
- 1236年（嘉禎2年）西園寺公經控制了宇和島地方，建設了砦相若的城堡。當時稱作丸串城。
- 1546年（天文15年）當時城主是家藤監物。成功防禦大友氏、長宗我部氏等勢力的入侵。。
- 1575年（天正3年）家藤監物去世，之後成為西園寺宣久居城。
- 1585年（天正13年）豐臣秀吉進攻四国，之後伊予国為小早川隆景領地。由隆景家臣持田右京成為城代。

- 1587年（天正15年）隆景轉封至筑前国，由大洲城戶田勝隆入城。典由戶田與左衛門為城代。
- 1595年（文祿4年）藤堂高虎以宇和郡7万石大名入城。
- 1596年（慶長元年）高虎、將城堡大幅改建。
- 1601年（慶長6年）修築完成。命名為宇和島城。高虎因關原之戰功縯前轉封至國府（今今治市）
- 1608年（慶長13年）富田信高轉封到宇和島。
- 1613年（慶長18年）富田信高被改易。成為了幕府的直轄領地。城代是藤堂高虎代官藤堂良勝。
- 1614年（慶長19年）伊達政宗長男伊達秀宗以10万石身份入封。
- 1615年（元和元年）秀宗進入宇和島城。
- 1662年（寬文2年）2代藩主宗利將逐漸老化的城堡改建。
- 1671年（寬文11年）改修竣工。
- 1871年明治政府將城歸兵部省。由大阪鎮台負責管理。
- 1900年將櫓、城門等建築拆除。
- 1934年根據當時的國寶法，將天守、大手門列作日本國寶。
- 1937年列入為國家史跡，由宇和島市管理。
- 1945年大手門在空襲中燒毀。
- 1949年伊達家將天守及大部份城山獻給宇和島市，由宇和島市管理。
- 1950年根據新實行的文化財保護法，列入為重要文化財
- 1960年-1962年將天守解體進行維修。
- 2006年4月6日被選為日本100名城，編號是第83號。

### 天守
當初，藤堂高虎建造比三重天守更高的天守。1662年至166年伊達宗利進行修改，為現時所見的3重3階的天守。
慶長時期
高虎時代的天守，第一重是大入母屋屋根。
寬文時期
為現時日本城堡中現存十二天守之一。當時為了美觀忽略了戰爭時期的設計沒有設下落石的狹間。

## 外部連結
- 宇和島城觀光協會（页面存档备份，存于）